# Рашка, Ян
Ян Рашка (пол. Jan Raszka; 2 мая 1871, с. Ропица , Тешинская Силезия — 23 ноября 1945, Краков) — польский скульптор, художник и медальер.

## Биография
В 1897 году окончил венскую академию изобразительных искусств . В 1902 поселился в Кракове.
Принимал участие в реставрационных работах на Вавеле. Одновременно преподавал рисунок и скульптуру на отделении художественного промысла в Высшей промышленной школе Кракова.
Участвовал в Первой мировой войне в составе Восточного легиона австрийской армии, с 1916 — в составе Польских легионов под командованием генерала Ю.Халлера.
С 1917 работал в краковском архиве Польских легионов.

## Творчество
Автор ряда скульптурных портретов, бюстов, статуй и памятников, в том числе, памятников первому президенту Польши Габриэлю Нарутовичу в Бельско (1930), князю Мешко I Цешинскому в Цешине (1931), химику Игнацию Лукасевичу в Кросно,
легионерам Силезии в Цешине (Цешинская Ника) (1934), бюстов архиепископа Варшавы, святого Зигмунта Фелинского и писателя Миколаю Рею (оба в Кракове), памятника легионерам в Кельце, статуй при входе в горно-металлургическую академию им. Станислава Сташица (1935) в Кракове и других.
Занимался медальерством на военную тематику.

## Галерея
- Памятник первому президенту Польши Габриэлю Нарутовичу в Бельско (1930),
- Памятник воинам Силезского легиона[пол.] в Цешине
- Скульптура шахтёрам у краковской горной академии
- Скульптурное украшение здания в Кракове

## Награды
- Офицер ордена Почётного легиона (1925) (Франция)
- Офицерский крест ордена Возрождения Польши (1929)
- Медаль Креста Независимости